# Ramenez la coupe à la maison
Singles de Vegedream
La Moula
(2018) C'est mon année
(2018)
Clip vidéo
[vidéo] « Ramenez la coupe à la maison », sur YouTube
Ramenez la coupe à la maison est un single interprété par le rappeur Vegedream et sorti en juillet 2018, quelques jours après la victoire de l'équipe de France de football à la Coupe du monde de football 2018. Il devient un hymne pour l'Équipe de France de football. La chanson rencontre immédiatement un succès populaire notamment en France, en se classant à la première place. Ce titre figure ensuite dans la réédition de sa mixtape Marchand de sable.
En 2021, la chanson connaît un nouveau gain de popularité grâce au réseau social TikTok.
En 2022, à la suite de la performance remarquable des bleus en Coupe du monde, la chanson devient de nouveau une tendance sur les réseaux sociaux.

## Contexte
La chanson a été écrite durant la demi-finale de la Coupe du monde de football opposant la France à la Belgique. Il enregistre et compose la chanson à la veille de la finale. La chanson n'a été dévoilée qu'après la victoire de la France. Elle a d'abord été fuitée par plusieurs joueurs de l'équipe de France, avant d'être officiellement dévoilée le 19 juillet 2018.
La chanson a été interprétée au Stade de France par Vegedream, le 9 septembre 2018, après un match opposant la France aux Pays-Bas.

## Clip musical
Le clip de la chanson est sorti le 18 juillet 2018 sur YouTube, soit le jour du single.

## Performance dans les Classements
En France, la chanson entre dans le classement directement à la 48ème place la semaine du 20 juillet 2018 avant d'accéder la semaine suivante à la première place. Il est détrôné deux semaines plus tard par Air Max de Rim'K et Ninho mais reste sur le podium. Il reprend ensuite la tête du classement la semaine du 14 septembre. Il quitte définitivement la première place quatre semaines plus tard, puis le top 10 la semaine du 9 novembre 2018 et enfin, le top 50 à la fin du mois de février 2019.
Lorsque la chanson reconnaît un gain de popularité en 2021, elle la chanson apparaît dans plusieurs pays européens mais aussi au niveau mondial dans le Billboard Global 200, en atteignant au plus haut, la 105e place.
| Classement (2018-21)                    | Meilleure position |
| --------------------------------------- | ------------------ |
| Allemagne (Media Control AG)            | 9                  |
| Autriche (Ö3 Austria Top 40)            | 7                  |
| Belgique (Flandre Ultratop R&B/Hip-Hop) | 36                 |
| Belgique (Wallonie Ultratop 50 Singles) | 27                 |
| Danemark (Tracklisten)                  | 17                 |
| Espagne (PROMUSICAE)                    | 51                 |
| France (SNEP)                           | 1                  |
| Hongrie (Rádiós Top 40)                 | 10                 |
| Hongrie (Stream Top 40)                 | 22                 |
| Irlande (IRMA)                          | 52                 |
| Pays-Bas (Nederlandse Top 40)           | 26                 |
| Global 200 (Billboard)                  | 105                |
| Norvège (VG-lista)                      | 12                 |
| Royaume-Uni (UK Singles Chart)          | 60                 |
| Royaume-Uni (UK R&B Chart)              | 17                 |
| Portugal (AFP)                          | 38                 |
| Suède (Sverigetopplistan)               | 13                 |
| Suisse (Schweizer Hitparade)            | 3                  |

| Classement (2018)            | Position |
| ---------------------------- | -------- |
| France (SNEP)                | 7        |
| Classement (2019)            | Position |
| France (SNEP)                | 70       |
| Classement (2021)            | Position |
| Suède (Sverigetopplistan)    | 79       |
| Suisse (Schweizer Hitparade) | 53       |

## Certifications
| Région | Certification | Ventes/Streams |
| --- | ------------- | -------------- |
| Danemark (IFPI Danmark) | Or            | 45 000‡        |
| France (SNEP) | Diamant       | 50 000 000‡    |
| Norvège (IPPI Norway) | Platine       | 60 000‡        |
| Pologne (ZPAV) | Or            | 25 000‡        |
| Portugal (AFP) | Or            | 5 000‡         |
| Espagne (PROMUSICAE) | Platine       | 40 000‡        |
| Royaume-Uni (BPI) | Argent        | 200 000‡       |
| Streaming |               |                |
| Suède (GLF) | Platine       | 8 000 000†     |
| ‡Chiffres de ventes + streaming basés uniquement sur la certification. †Chiffres en streaming uniquement basés sur la seule certification. |               |                |